# Blăjeni
Blăjeni é uma comuna romena localizada no distrito de Hunedoara, na região histórica da Transilvânia. A comuna possui uma área de 88.62 km² e sua população era de 1331 habitantes segundo o censo de 2007.